# 陈劭先

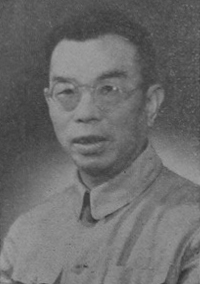
陳劭先近照

陈劭先（1886年—1967年），原名陈承志，男，江西清江人，中国近代政治人物。

## 生平
其早年就读于南京两江师范学堂。1919年，加入共进会，后并入同盟会，当选江苏省同盟会支部干事、樟树镇分部部长。1912年，当选省议会议员，次年参加二次革命，随后失败流亡日本。随后加入中华革命党，协助朱执信等人在云南起义，并任江西省议员、滇赣联军第四军顾问、军需处长。1922年，协助孙中山赴赣南召广东北伐军各部回粤。1926年，任国民革命军东路军第一军总参谋长，进军浙沪，随后参加桂系反蒋活动。1936年，遭特务绑架押解南京，后经营救释放。抗日战争期间，应李宗仁邀请至桂林。历任广西绥靖公署顾问、广西省政府顾问、广西建设研究会驻会常委，随后与中共地下党进行联系，掩护邹韬奋、范长江、李克农脱险，保护柳亚子、何香凝、茅盾等人来桂工作。随后与中共中央南方局等人在昭平县招募部队进行抗日活动。1947年，离开广西往香港，参加中国国民党革命委员会组建工作，负责出版《文汇报》。1949年，与李济深、柳亚子、马寅初等人北上，拥护中共立场，并参与中国人民政治协商会议第一届全体会议。
中华人民共和国成立后，历任全国政协常务委员、政务院政务委员、全国人大常委会委员、民革中央常务委员等职。
1967年12月2日在北京去世。